# Boston Cannons
| Boston Cannons  |                               |
| Gegründet       | 2001                          |
| Spielstätte     | Harvard Stadium               |
| Standort        | Boston, Massachusetts         |
| Vereinsfarben   | marineblau, rot, silber, weiß |
| Cheftrainer     | John Tucker                   |
| General Manager | Kevin Barney                  |
| Homepage        | www.bostoncannons.com         |

Die Boston Cannons sind ein professionelles Lacrosse-Team in Boston, Massachusetts. Seit der Saison 2001 sind sie Mitglied in der Major League Lacrosse. 

## Geschichte
Die Boston Cannons gehören zu den acht Teams, die in der Major League Lacrosse spielen. Der Gründer und Präsident des Vereins ist Matt Dwyer. Von 2001 bis 2003 war das Heimstadion der Cannons das Cawley Memorial Stadium in Lowell (Massachusetts). 2004 wechselten sie zum Nickerson Field bei der Boston University, auf welchem sie bis zum Ende der Saison 2006 spielten. Seit 2007 tragen sie ihre Heimspiele im Harvard Stadium aus, welches zwei Kilometer vom Nickerson Field und zwei Kilometer vom Vereinsbüro entfernt ist.
Die Cannons haben sich von 2001 bis 2006 jedes Jahr für die MLL-Playoffs qualifiziert. Außerdem gewannen sie 2004 und 2005 das Finale in der American Division.
Am 20. März 2007 schlossen sie mit den Washington Bayhawks einen Vertrag, der festlegt, dass ein Tausch zwischen den Spielern Conor Gill und Ryan Curtis von den Cannons und den Spielern Michael Powell und Ben DeFelice von den Bayhawks stattfindet.

## Saisonstatistik
| Boston Cannons |       |             |                          |                                                                                     |
| Jahr           | Siege | Niederlagen | reguläre Saison          | Playoffs                                                                            |
| 2001           | 3     | 11          | 2. American Division     | Niederlage im Halbfinale (Baltimore Bayhawks)                                       |
| 2002           | 7     | 7           | 2. American Division     | Niederlage im Halbfinale (Baltimore Bayhawks)                                       |
| 2003           | 7     | 5           | 2. American Division     | Niederlage im Halbfinale (Long Island Lizards)                                      |
| 2004           | 8     | 4           | 1. American Division     | Sieg im Halbfinale (Baltimore Bayhawks) Niederlage im Finale (Philadelphia Barrage) |
| 2005           | 10    | 2           | 1. American Division     | Niederlage im Halbfinale (Long Island Lizards)                                      |
| 2006           | 8     | 4           | 2. Eastern Conference    | Niederlage im Halbfinale (Philadelphia Barrage)                                     |
| 2007           | 5     | 7           | 4. Eastern Conference    | nicht qualifiziert                                                                  |
| 2008           | 7     | 5           | 3. Eastern Conference    | nicht qualifiziert                                                                  |
| 2009           | 6     | 6           | 3. Major League Lacrosse | Niederlage im Halbfinale (Denver Outlaws)                                           |
| 2010           | 8     | 4           | 1. Major League Lacrosse | Niederlage im Halbfinale (Chesapeake Bayhawks)                                      |
| Insgesamt      | 69    | 55          | 3-facher Sieger          | Playoff-Bilanz gesamt: 1:8                                                          |